# モダン寄席
『モダン寄席』（モダンよせ）はNHK総合テレビジョンにて1962年4月14日から1967年4月1日まで土曜日に生放送された、NHK大阪放送局製作の公開演芸番組である。

## 概要
同番組は夢路いとし・喜味こいしをはじめとする、関西に拠点を置く上方演芸人（漫才・落語・コント・色物など）が総出演して、あるテーマに沿った出し物やトークなどを展開していた。
以後、NHK総合テレビの土曜日12時台前半（12:20 - 12:45→12:15 ｰ 12:40）の枠は大阪放送局制作の番組が断続的に放送され、その後も『土曜ひる席』→『三枝の笑タイム・大阪発ユーモア列車』→『土曜なにわ亭』と、21年間上方演芸番組が生放送され続けた。

## 出演者
- 夢路いとし・喜味こいし
- ミヤコ蝶々
- 南都雄二[1]
- 若井はんじ・けんじ
- 原田糸子
- 漫画トリオ（横山ノック・横山フック・横山パンチ、1966年度から）[2]

## 放送時間
当初は土曜日13時から13時30分に生放送されたのち、1963年以後は12時20分から12時45分に生放送された。

## 構成作家
- 秋田實
- 花登筺
- 香住春吾